# Ernesto Brambilla
Ernesto Brambilla (Monza, 31 de enero de 1934-Ibidem., 3 de agosto de 2020) fue un piloto de motociclismo italiano, que compitió en pruebas del Campeonato del Mundo de Motociclismo desde 1959 hasta 1962.

## Biografía
Primero de cuatro hijos de un dueño de un taller de reparación de automóviles y motocicletas, Brambilla hizo su debut en competición en 1953 con una Rumi 125. La primera victoria la obtuvo el 17 de mayo de ese año, en el circuito urbano de Trecate. A esta victoria le siguieron los de la carrera Cernobbio-Bisbino y los circuitos de Piazzola sul Brenta y Santa Maria Capua Vetere, este último obtenido con una MAS 175.
Para la temporada 1954 Brambilla compró un MV Agusta 125 Monoalbero Corsa, con la que logró 22 victorias en la temporada y el título de Campeón de la Tercera Categoría italiana. El título llamó la atención de MV Agusta, que lo contrató durante la temporada de 1954. El Monza fue piloto oficial de MV hasta 1959, obteniendo dos títulos italianos Juniores de 250cc (1956 y 1957). En 1959 también hizo su debut en el Mundial, obteniendo el tercer lugar en GP de Alemania de 350cc.
A finales del 1959, Brambilla rompió la relación con MV Agusta para cambiar a Bianchi, donde desarrolló las bicilíndricas diseñadas por Lino Tonti. En 1961, con la moto milanesa, obtuvo el título de Campeonato italiano de velocidad de las 500, frente al ex campeón mundial Libero Liberati.
Después de romper con Bianchi también, Brambilla corrió el GP de Naciones con una Moto Morini 250. Posteriormente, se dedicó a kart y, desde 1963, al automovilismo. Primero en Formula Junior y desde 1965 en Fórmula 3, terminando segundo en la clasificación conduciendo un monoplaza Wainer.
En 1966 fue Campeón italiano de Fórmula 3 con un Brabham-Ford, una categoría en la que también corrió en 1967 con un Birel, donde estuvo involucrado en el accidente de Caserta que costó la vida a "Geki" Russo, el romano "Tigre" Perdomi y el suizo Fehr Beat. En 1968 se mudó a la Fórmula 2, primero con un Brabham y luego con Ferrari, terminando tercero en Campeonato de Europa. El año siguiente, sin embargo, fue séptimo en el Campeonato de Europa F2. Debería haber corrido el GP de Italia de Fórmula 1 con Ferrari, pero esto no fue posible debido a un accidente de motocicleta.
Después de su relación con Ferrari, se dedicó posteriormente a su taller y al trabajo de prueba de neumáticos Pirelli.
Falleció el 3 de agosto de 2020 a causa de un infarto.

## Resultados

### Campeonato del Mundo de Motociclismo
Sistema de puntuación desde 1950 hasta 1968:
| Posición | 1.º | 2.º | 3.º | 4.º | 5.º | 6.º |
| Puntos   | 8   | 6   | 4   | 3   | 2   | 1   |

### Carreras por año
(Carreras en negrita indica pole position, carreras en cursiva indica vuelta rápida)
| Año  | Cat.  | Moto      | 1     | 2       | 3     | 4       | 5     | 6     | 7       | 8       | 9       | 10    | 11    | Pos. | Pts. |
| ---- | ----- | --------- | ----- | ------- | ----- | ------- | ----- | ----- | ------- | ------- | ------- | ----- | ----- | ---- | ---- |
| 1959 | 250cc | MV Agusta |       | IOM -   | RFA - |         | NED - | BEL - | SWE -   | ULS -   | NAT Ret |       |       | -    | 0    |
| 1959 | 350cc | MV Agusta | FRA - | IOM -   | RFA 3 |         |       | SWE - | ULS -   | NAT Ret |         |       |       | 11.º | 4    |
| 1959 | 500cc | MV Agusta | FRA - | IOM Ret | RFA - |         | NED - | BEL - | ULS -   | NAT -   |         |       |       | -    | 0    |
| 1960 | 350cc | Bianchi   | FRA - | IOM Ret | NED - |         |       | ULS - | NAT Ret |         |         |       |       | -    | 0    |
| 1961 | 350cc | Bianchi   |       | RFA Ret |       | IOM -   | NED 4 |       | RDA 5   | ULS -   | NAT Ret | SWE - |       | 10.º | 5    |
| 1962 | 350cc | Bianchi   |       |         | IOM - | NED Ret |       |       | ULS -   | DDR -   | NAT -   | FIN - |       | -    | 0    |
| 1962 | 500cc | Bianchi   |       |         | IOM - | NED Ret | BEL - |       | ULS -   | DDR -   | NAT -   | FIN - | ARG - | -    | 0    |

### Fórmula 1
(Clave) (negrita indica pole position) (cursiva indica vuelta rápida)

| Año     | Escudería           | 1   | 2   | 3   | 4   | 5   | 6   | 7       | 8       | 9   | 10  | 11  | Pos. | Pts. |
| ------- | ------------------- | --- | --- | --- | --- | --- | --- | ------- | ------- | --- | --- | --- | ---- | ---- |
| 1963    | Scuderia Centro Sud | MON | BEL | NED | FRA | GBR | GER | ITA DNQ | USA     | MEX | RSA |     | NC   | 0    |
| 1969    | Scuderia Ferrari    | RSA | ESP | MON | NED | FRA | GBR | GER     | ITA DNS | CAN | USA | MEX | NC   | 0    |
| Fuente: |                     |     |     |     |     |     |     |         |         |     |     |     |      |      |